# Mignon (História)

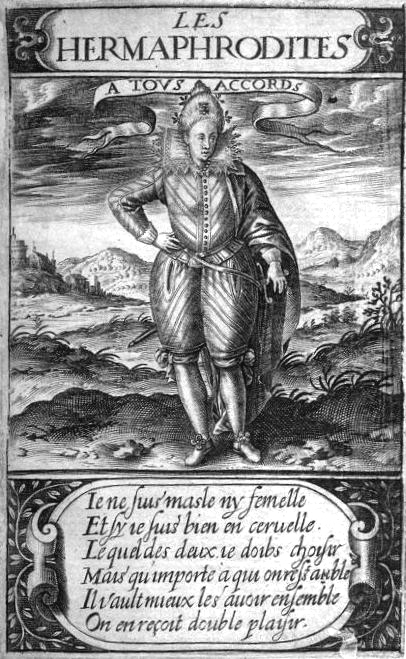
Caricatura de um "Mignon" denunciando seu carater efeminado.
Surgida em 1605 na L'Isle des Hermaphrodites de Thomas Artus.

"Mignon"  (em tradução livre, "Fofinho") eram os favoritos dos grandes senhores na França no século XVI. O termo, nessa época, era totalmente desprovido de qualquer conotação homossexual. Ele só adquire essa conotação a partir do reinado de Henrique III (1551-1589), época em que os cortesãos adotam um estilo de vida refinado que se torna alvo de riso para o povo. Nos séculos XIX e XX, passa a designar mais propriamente os favoritos de Henrique III da França.

## Os "Mignons de Couchette" (Os "Fofinhos de Leito")
É uma expressão utilizada pelo escritor Pierre de Brantôme para designar os "mignons" do Rei Carlos VIII de França. Quando um favorito estava em evidência, tinha a insígne honra de dormir no quarto real. Era uma maneira do rei recompensar seus servidores mais fiéis.
Durante o Renascimento, o quarto real é considerado sagrado e poder dormir aí na própria presença do rei - considerado representante de Deus na Terra - era a maior consagração de um cortesão.
Henrique II da França foi um grande adepto desta demonstração de favor. Ele a usou muito com Anne de Montmorency que, por diversas vezes, teve o supremo privilégio de dormir com ele em sua cama. Este tipo de comportamento chocava os embaixadores estrangeiros, que depois acostumavam-se já que a França era conhecida por sua grande familiaridade.
Sob a impulsão de Henrique II e, sobretudo, de Henrique III, os costumes da Corte de França evoluiram. Já não se entrava no quarto real como se entrava antes. O quarto real tornava-se ainda mais sagrado e as pessoas a quem era permitido tal privilégio eram objeto dos maiores ciúmes, o que encrudecia a zombaria contra aqueles a quem se chamava vulgarmente de "mignons de couchette" ao final do século XVI.

## Os "Mignons" deHenrique III

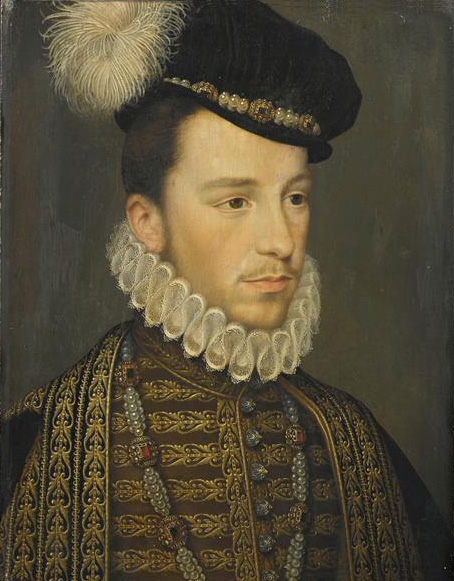
Henrique, Duque de Anjou (1570)
O príncipe faz-se notar por sua elegância e seu gosto pela moda.

No reinado de Henrique III, os cavalheiros que frequentavam a Corte de França vestiam-se com um refinamento desmesurado que chocava os honestos burgueses. Tendo por modelo o próprio rei, os cortesãos fardavam-se, empoavam-se e frisavam seus cabelos. Usavam brincos, rendas e colarinhos pliçados.
Estes cortesãos tornam-se objeto de zombaria por parte do povo. O motivo é que tolera-se mal, numa corte que sempre promoveu a virilidade bruta e considerava o refinamento como fraqueza, a tendência de Henrique III e seu séquito para a cultura das festas e o gosto pelas aparências.
Os favoritos de Henrique III são o centro das zombarias. O rei promove para a Corte homens da pequena nobreza, a quem dá importantes responsabilidades. Henrique III pretende valer-se destes homens para governar. Sua Corte vê então surgir um círculo restrito de favoritos que conseguiam, graças a seu protetor, uma fortuna fulgurante.
Os primeiros a associar a palavra « mignon » à homossexualidade são os calvinistas. Hostís a toda frivolidade, estes protestantes condenam ardentemente os fenômenos da Moda e proíbem a prática da dança, usada pelos católicos. Frente à mania pela futilidade da Corte dos Valois, eles dedicam-se a denunciar a atitude efeminada dos cortesãos, o que era feito de forma desproporcional.
A imagem dos "Mignons" veiculada pelos protestantes é rapidamente tomada pela Liga Católica que vai desenvolver uma vasta campanha de desinformação contra Henrique III e sua Corte. A propaganda difamatória da Liga prossegue mesmo após o assassinato do rei por Jacques Clément (1589).
Entre os favoritos mais célebres de Henrique III figuram os nomes de:
| Nome               | Imagem | Nascimento | Morte                  | Título                        | Nota |
| ------------------ | ------ | ---------- | ---------------------- | ----------------------------- | ---- |
| Louis de Bérenger  |        | c. 1540    | 31 de outubro de 1575  | Senhor de Guast               |      |
| François d'O       |        | 1545/50    | c. 1594                | Senhor de Fresne e Maillebois |      |
| Henri Ébrard       |        | 1553       | 20 de dezembro de 1576 | Senhor de Saint-Sulpice       |      |
| Jacques de Lévis   |        | 1554       | 29 de maio de 1578     | Conde de Caylus               |      |
| Louis de Maugiron  |        | 1560       | 27 de abril de 1578    | Marquês de Saint-Saphorin     |      |
| François d'Espinay |        | 1554       | 8 de setembro de 1597  | Senhor de Saint-Luc           |      |